# Lethbridge-Ouest
Circonscription électorale provinciale du Canada
Lethbridge-Ouest est une circonscription électorale provinciale de l'Alberta (Canada), située dans le sud de la province. Elle comprend la moitié ouest de Lethbridge. La circonscription a été un bastion progressiste-conservateur pendant 40 ans, mais son député actuel est Shannon Phillips, ministre néo-démocrate de l'environnement.

## Liste des députés
| Années | Années         | Député            | Parti politique           |
| ------ | -------------- | ----------------- | ------------------------- |
|        | 1971 - 1975    | Richard Gruenwald | Créditiste                |
|        | 1975 - 1979    | John Gogo         | Progressiste-conservateur |
|        | 1979 - 1982    | John Gogo         | Progressiste-conservateur |
|        | 1982 - 1986    | John Gogo         | Progressiste-conservateur |
|        | 1986 - 1989    | John Gogo         | Progressiste-conservateur |
|        | 1989 - 1993    | John Gogo         | Progressiste-conservateur |
|        | 1993 - 1997    | Clint Dunford     | Progressiste-conservateur |
|        | 1997 - 2001    | Clint Dunford     | Progressiste-conservateur |
|        | 2001 - 2004    | Clint Dunford     | Progressiste-conservateur |
|        | 2004 - 2008    | Clint Dunford     | Progressiste-conservateur |
|        | 2008 - 2012    | Greg Weadick      | Progressiste-conservateur |
|        | 2012 - 2015    | Greg Weadick      | Progressiste-conservateur |
|        | 2015 - présent | Shannon Phillips  | Néo-démocrate             |

## Résultats électoraux
| Élection générale albertaine de 2015 : Lethbridge-Ouest | Élection générale albertaine de 2015 : Lethbridge-Ouest | Élection générale albertaine de 2015 : Lethbridge-Ouest | Élection générale albertaine de 2015 : Lethbridge-Ouest | Élection générale albertaine de 2015 : Lethbridge-Ouest | Élection générale albertaine de 2015 : Lethbridge-Ouest |
| Parti                                                   | Parti                                                   | Candidat                                                | Voix                                                    | %                                                       | ± %                                                     |
| ------------------------------------------------------- | ------------------------------------------------------- | ------------------------------------------------------- | ------------------------------------------------------- | ------------------------------------------------------- | ------------------------------------------------------- |
|                                                         | Néo-démocrate                                           | Shannon Phillips                                        | 11 284                                                  | 59,46 %                                                 | +30,40 %                                                |
|                                                         | Progressiste-conservateur                               | Greg Weadick                                            | 3 984                                                   | 20,99 %                                                 | -15,65 %                                                |
|                                                         | Parti Wildrose                                          | Ron Bain                                                | 3 071                                                   | 16,18 %                                                 | -10,74 %                                                |
|                                                         | Libéral                                                 | Sheila Pyne                                             | 639                                                     | 3,37 %                                                  | -2,25 %                                                 |
| Total                                                   | Total                                                   | Total                                                   | 18 978                                                  | 100,00 %                                                |                                                         |